# Etylenglykolförgiftning
Etylenglykolförgiftning är en mycket allvarlig förgiftning som skadar framför allt njurarna hos den som druckit etylenglykol, som bland annat finns i kylarvätska. Intag av kylarvätska kan antingen ske med flit, så som vid självmordsförsök, eller oavsiktligt av barn och djur, då detta är en söt vätska. Det är relativt vanligt att katter och hundar blir förgiftade av kylarvätska då de slickat i sig en pöl från en bil som läcker eller att de hittat en flaska i garaget. Det räcker med små mängder kylarvätska för att få stora skador. För en katt är dödlig dos ett par matskedar etylenglykol och för en hund på 30 kg är en dödlig dos 2 dl. För ett barn kan en enda klunk kylarvätska orsaka en allvarlig förgiftning.

## Sjukdomsförlopp
Etylenglykolen absorberas snabbt ifrån tarmen och når blodomloppet. Den är i sig inte farlig, men i levern omvandlas den av enzymet alkoholdehydrogenas till de toxiska metaboliterna glykolaldehyd, glykolsyra och oxalat. När dessa når njurarna så orsakar de här stora skador, dels genom direkt interaktion med det tubulära epitelet, framförallt i proximala tubuli men också genom bildning av kristaller, vilka blockerar njurarnas gångar och orsakar ytterligare degeneration och nekros. Detta kommer leda till en akut tubulär nekros, av nefrotoxisk typ.  Vilket kommer synas i urinen som, bruna granulära kluster.  En metabolisk acidos uppstår vilket innebär att blodets pH sjunker. Andra vitala organ så som lungor och hjärta kan också drabbas, vid höga doser kan man drabbas av akut hjärtsvikt.

## Symtom
Vilka symtom man får och när de kommer beror på hur mycket etylenglykol man fått i sig. Det är inte säkert att man ser några symtom, och när symtomen väl sätter in kan det redan vara för sent för behandling.

## Behandling
Behandling sker genom flera dagars intravenös tillförsel av etanol, dvs helt vanlig alkohol. Detta därför att enzymet alkoholdehydrogenas också metaboliserar etanol, och dessutom föredrar etanol framför etylenglykol. På så sätt kan man hindra etylenglykolen från att omvandlas till sina toxiska metaboliter, och den utsöndras då istället oförändrat, vilket inte orsakar några större skador.
Utsikten på behandlingen beror på hur mycket etylenglykol patienten fått i sig i förhållande till kroppsvikt, och hur lång tid det gått från intaget till dess att behandlingen påbörjas. Det är viktigt att man påbörjar behandling så fort som möjligt, helst skall den påbörjas 1-2 timmar efter intaget. Om man väntar för länge kommer den mesta av etylenglykolen redan ha omvandlats till sina toxiska metaboliter, vilket innebär att etanolen blir funktionslös.
Förutom etanol kan man försöka neutralisera det sänkta pH:t genom att administrera bikarbonat, och det är dessutom viktigt att ge en understödjande vätskebehandling.
Under senare år har fomepizol börjat användas i stället för etanol, då det är enklare att dosera. Det är dock avsevärt dyrare, men det kompenseras i någon mån av en mindre omfattande intensivvårdsinsats.

## Förebyggande
För att undvika olyckor bör man se till att förvara sina flaskor med kylarvätska på ett säkert ställe där djur och barn inte kommer åt, samt vara noggrann att inte spilla när man fyller på kylarvätska till bilen. Om ens bil läcker kylarvätska bör man åtgärda det så snart som möjligt.
I de flesta bilar kan man som alternativ använda propylenglykol, som är betydligt mindre giftig då det också används i många läkemedel.